# مطار برج العامري
مطار برج العامري (إياتا: N/A، إيكاو: DTTI) هو مطار صغير يقع قرب مدينة برج العامري التابعة لولاية منوبة٬ التونسية. ويبعد المطار حوالي 23 كيلومتر (14 ميل) من الجنوب الغربي لتونس العاصمة.

## الحرب العالمية الثانية
خلال الحرب العالمية الثانية ، كان المطار معروفا تحت اسم مطار Massicault، وكان يستخدم من قبل وحدات القوات الجوية لجيش الولايات المتحدة خلال حملة شمال أفريقيا.
- مجموعة العمليات 2 دي٬ 31 جويلية-2 ديسمبر 1943 ٬ بوينغ بي-17 القلعة الطائرة.
- مجموعة العمليات 320 تي٬ 29 جوان-28 جويلية 1943 ٬ مارتن بي-26 ماراودر.

## اقرأ أيضاً
- قائمة مطارات تونس
- مطار تونس قرطاج الدولي